# Tokyo Idol Festival
Tokyo Idol Festival (jap.トウキョウ・アイドル・フェスティバル, 東京アイドルフェスティバル zapis stylizowany: TOKYO IDOL FESTIVAL, w skrócie TIF) – coroczne wydarzenie odbywające się od 2010 roku, podczas którego idole z całej Japonii występują na żywo, jest to jedno z największych i najważniejszych wydarzeń idolowych w kraju.
W 2014 roku The Wall Street Journal uznał go za jeden z „Top 5 - letnich festiwali muzycznych do zobaczenia w Japonii”, obok trzech głównych festiwali rockowych (Fuji Rock Festival, Rock in Japan i Summer Sonic) oraz Tokyo Jazz.
Na festiwalu w 2017 roku wystąpiło ponad 200 grup idoli w tym około 1500 samych idoli, a wydarzenie zgromadziło ponad 80 000 widzów.
W 2020 roku ogłoszono, że odbędzie się „TOKYO IDOL FESTIVAL ONLINE 2020” jako alternatywne wydarzenie dla TIF 2020, które zostało odwołane z powodu pandemii COVID-19.

## TIF Asia Tour
„TIF ASIA TOUR” to projekt zapoczątkowany w 2021 roku przez „TOKYO IDOL FESTIVAL”, największy na świecie festiwal idoli. Odbywa się w różnych azjatyckich miastach, mając na celu promowanie japońskiej kultury idoli wśród szerszej publiczności.
Przed TIF 2022, pojawił się nowy projekt online „TIF ASIA TOUR 2022”, aby promować japońską kulturę „idoli” w Azji. Wzięli w nim udział idole i Vtuberzy z Japonii, krajów azjatyckich i Australii.
„TIF ASIA TOUR 2023” odbędzie się w styczniu w Tajpej i w lutym w Bangkoku. W ramach wydarzenia wystąpią grupy z Japonii oraz grupy reprezentujące poszczególne miasta.
W 2024 roku „TIF ASIA TOUR” po raz pierwszy w historii zawita do Hongkongu.